# Arano Cybo
Pour les articles homonymes, voir Cybo.
Arano Cybo, né en 1377 dans l'île de Rhodes, descendait de Lambert Cybo, Grec qui reprit sur les Sarrasins les îles de Capraia et de Gorgone, et qui établit en 999 le siège de sa famille à Gênes.

## Biographie
Arano Cybo partagea le gouvernement de Gênes avec Thomas Frégoso, fut ensuite fait vice-roi de Naples par René d'Anjou, et défendit avec le plus grand courage la ville de Naples contre Alphonse d'Aragon (1442) ; il fut obligé de se rendre, mais il conserva la vice-royauté à la prière même du vainqueur. 
En 1444, le pape Calixte III l'appela près de lui et le mit à la tête de ses affaires avec le titre de préfet de Rome. Après la mort du pontife, il revint dans le royaume de Naples. Il mourut à Capoue en 1457. Un de ses fils fut pape sous le nom d'Innocent VIII.

## Source
Cet article comprend des extraits du Dictionnaire Bouillet. Il est possible de supprimer cette indication, si le texte reflète le savoir actuel sur ce thème, si les sources sont citées, s'il satisfait aux exigences linguistiques actuelles et s'il ne contient pas de propos qui vont à l'encontre des règles de neutralité de Wikipédia.